# 満洲国赤十字社
満洲国赤十字社（まんしゅうこくせきじゅうじしゃ）は、満洲国の赤十字社。中国などでは「赤十字社」を「紅十字会」と表現するが、こちらは「満洲国紅十字会」ではない。

## 概要
建国当初、満洲国では恩賜普済会が人道的救護活動を行っていた。また、満洲国の行政権が及ばない満鉄附属地では日本赤十字社満洲委員本部が活動していた。
しかし、1937年(康徳4年)に満鉄附属地が撤廃されたことで、日赤が満洲国で活動することが不適切になったため、翌年の1938年(康徳5年)10月1日に恩賜普済会と統合される形で満洲国赤十字社が設立された。1945年（康徳12年）の満洲国の滅亡と同時に消滅した。